# Martinet (Züchtigungsinstrument)

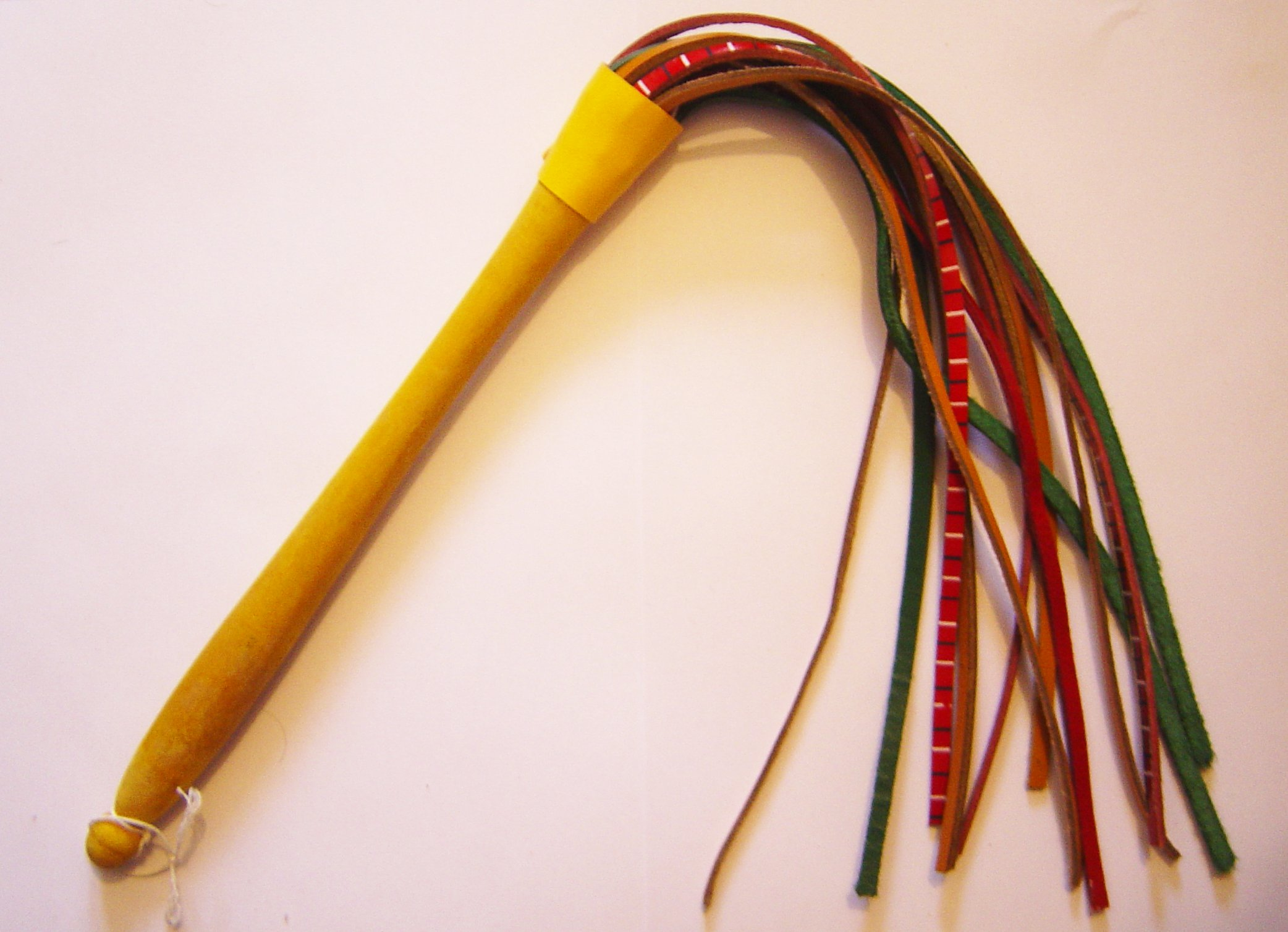
Ein einfacher Martinet

Der Martinet ist eine mehrriemige, kleine Peitsche, die in Frankreich, aber auch in Deutschland traditionell vor allem zur körperlichen Züchtigung von Kindern und Jugendlichen und zur Erziehung von Haustieren benutzt wurde. Die zunächst vornehmlich in Frankreich verbreitete Verwendung des Martinet ist dadurch begründet, dass Ende des 19. bis Anfang des 20. Jahrhunderts jeder einfache Soldat mit einem Martinet ausgerüstet wurde, um den Staub aus seiner Uniform zu klopfen. Daher rührt auch die deutsche Bezeichnung Klopfpeitsche her. Westfälischer Siebenstriemer oder nur Siebenstriemer sind weitere in Deutschland gebräuchliche Bezeichnungen für diesen Peitschentyp.

## Name
Der Name stammt von dem für seine strenge Disziplin berüchtigten ersten französischen Generalinspekteur der Armee (intendant de l’armée) Jean Martinet. Dieses Amt wurde unter dem Sonnenkönig Ludwig XIV. (1638–1715) geschaffen. Andere Quellen behaupten jedoch, dass der Begriff Martinet vom französischen Wort für Hammer (marteau) abgeleitet sei.

## Eigenschaften
Der Martinet besteht aus einem Holzstiel (meistens Buche oder Kiefer), der einen dickeren Durchmesser im Griffbereich zur besseren Handhabung aufweist, und bis zu 20, meist aber 9–12 dünnen Lederriemen (meistens mit einer Länge von 25 bis 30 cm, in der Regel aus Produktionsabfällen der lederverarbeitenden Industrie), und war zunächst in Spielzeug-, Farben- und Haushaltswarengeschäften erhältlich.
In Deutschland bekannte Formen des Martinets sind die Klopfpeitsche und der Westfälische Siebenstriemer. Klopfpeitschen mit bis zu 12, in aller Regel aber 7 Riemen wurden in Deutschland noch bis in die 1970er Jahre hinein vermehrt auch für die Züchtigung von Kindern und Jugendlichen benutzt.

## Der Martinet heute
In Frankreich wurde die körperliche Strafe zum 10. Juli 2019 verboten. Bislang hatten die Behörden einen maßvollen Umgang mit „die körperliche Strafe verschärfenden Mitteln“ empfohlen. Von 1984 bis zum 10. Juli 2019 war die Anwendung des Martinets zur Bestrafung von Kindern, nicht jedoch von Jugendlichen, verboten; es gibt den Martinet seitdem nur in Zoofachgeschäften und den entsprechenden Abteilungen der Supermärkte, Warenhäuser und Gartencenter zu kaufen, oft mit dem Hinweis auf der Klarsichtverpackung oder als Aufkleber, dass der Martinet nur für Hunde (und Katzen) bestimmt sei. Ein maßvoller Umgang, mehr als Drohinstrument, wurde aber auch für die Tiere angeraten.

## Der Martinet in Deutschland
Neben den französischen Medien finden sich auch in Deutschland zahlreiche Informationen über den Einsatz des Siebenstriemers als Züchtigungsinstrument in der Erziehung. Betroffen davon war insbesondere die Generation der sogenannten Kriegskinder. Zeugnis davon legte Karin Schilff als 82-jährige und damit „Berlins älteste Marathonläuferin“ ab, die im Jahr 2020 ihren 23. Berlin-Marathon laufen wollte und in der Berliner Tageszeitung taz berichtete, wie auch sie Opfer des Einsatzes eines Siebenstriemers wurde. Deshalb hatte sie in Kindertagen – allerdings ohne Erfolg – bei der Polizei um Heimunterbringung gebeten.
In der Belletristik findet der Siebenstriemer – ausgestellt als „Prügelinstrument“ unter anderem im Berliner regionalgeschichtlichen Museum Neukölln – häufiger Erwähnung. So gibt es ein in der alle drei Monate erscheinenden Literaturzeitschrift DreckSack veröffentlichtes Gedicht von Danny Lummert, das den Siebenstriemer im Titel trägt. Christoph Hein schrieb 2019 seinen Roman Verwirrnis, der dem Siebenstriemer eine zentrale Rolle zuwies, wie Katharina Teutsch in ihrer Buchbesprechung anmerkte. Im selben Jahr erschien der Roman Der Oboist des Königs von Olaf Schmidt, in dem laut dem Rezensenten Jan Brachmann in der FAZ der Siebenstriemer ebenfalls eine bedeutsame Rolle spielte.